# Glorieta Azul (Sevilla)

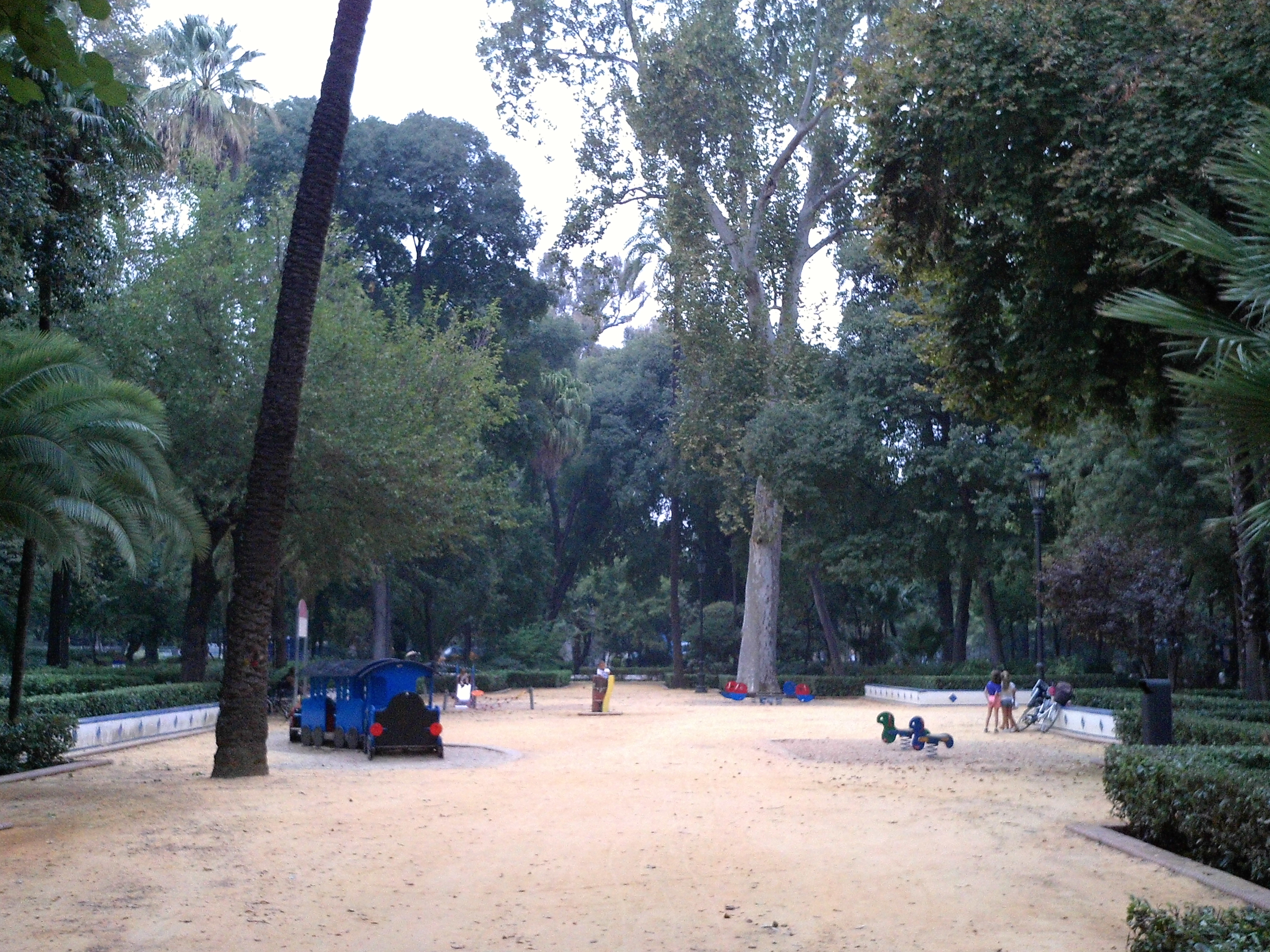
Zona de juegos infantiles.

La glorieta Azul se encuentra en el parque de María Luisa, Sevilla, Andalucía, España. Tiene una zona con atracciones infantiles y otra con fuentes. 

## Vegetación
En uno de los accesos hay dos almeces (Celtis australis).
También hay pacíficos (conocidos también como “rosa de China” o “hibisco”) con sus vistosas y coloridas flores que pueden verse rojas o rosas, naranjas o amarillas. A estas dos especies se les suman las celestinas (Plumbago auriculata), árboles del amor (Cercis siliquastrum), washingtonias de tronco fino (Washingtonia robusta), palmeras datileras (Phoenix dactylifera), palmeras de la suerte (Trachycarpus fortunei), ciruelos japoneses (Prunus cerasifera var. Pisardii), aligustres (Ligustrum japonicum), pitosporos (Pittosporum tobira), nandinas (Nandina domestica), lantanas (Lantana camara), letanías (Livistona chinensis), durantas (Duranta repens) y un tilo (Tilia spp.).
Junto a la glorieta hay una fuente con azulejos. Está rodeada por fotinias (Photinia glabra), dos ficus (Ficus elastica) y sus enormes raíces superficiales, cerca de la fuente encontramos casuarinas (Casuarina equisetifolia) y otras especies como carrizos (Cortaderia selloana), ailantos (Ailanthus altissima), acantos (Acanthus mollis), ruscos (Ruscus aculeatus) y más almeces.